# Trzeszczany Pierwsze
Trzeszczany Pierwsze ist ein Schulzenamt und Sitz der Landgemeinde Trzeszczany im Powiat Hrubieszowski der Woiwodschaft Lublin in Polen.

## Geographie
Der Ort liegt rund 14 Kilometer westlich von Hrubieszów.

## Geschichte
Seit dem Jahr 1795 gehörte Trzeszczany zu Österreich und lag dort im Kreis Zamość in Galizien, in den Jahren 1809 bis 1815 gehörte der Ort zum Herzogtum Warschau. Danach wurde er zum Teil von Kongresspolen. Die Gemeinde gehörte von 1975 bis 1998 zur Woiwodschaft Zamość. Trzeszczany wurde 1999 in die Schulzenämter Trzeszczany Pierwsze und Trzeszczany Drugie geteilt.

## Gemeinde
Die Landgemeinde Trzeszczany hat eine Fläche von 90 Quadratkilometern und mehr als 4200 Einwohner.

## Sehenswürdigkeiten
- Die neugotische Kirche wurde in den Jahren 1919 bis 1923 von Stefan Szyller errichtet.
- Das klassizistische Palais stammt aus dem 19. Jahrhundert.

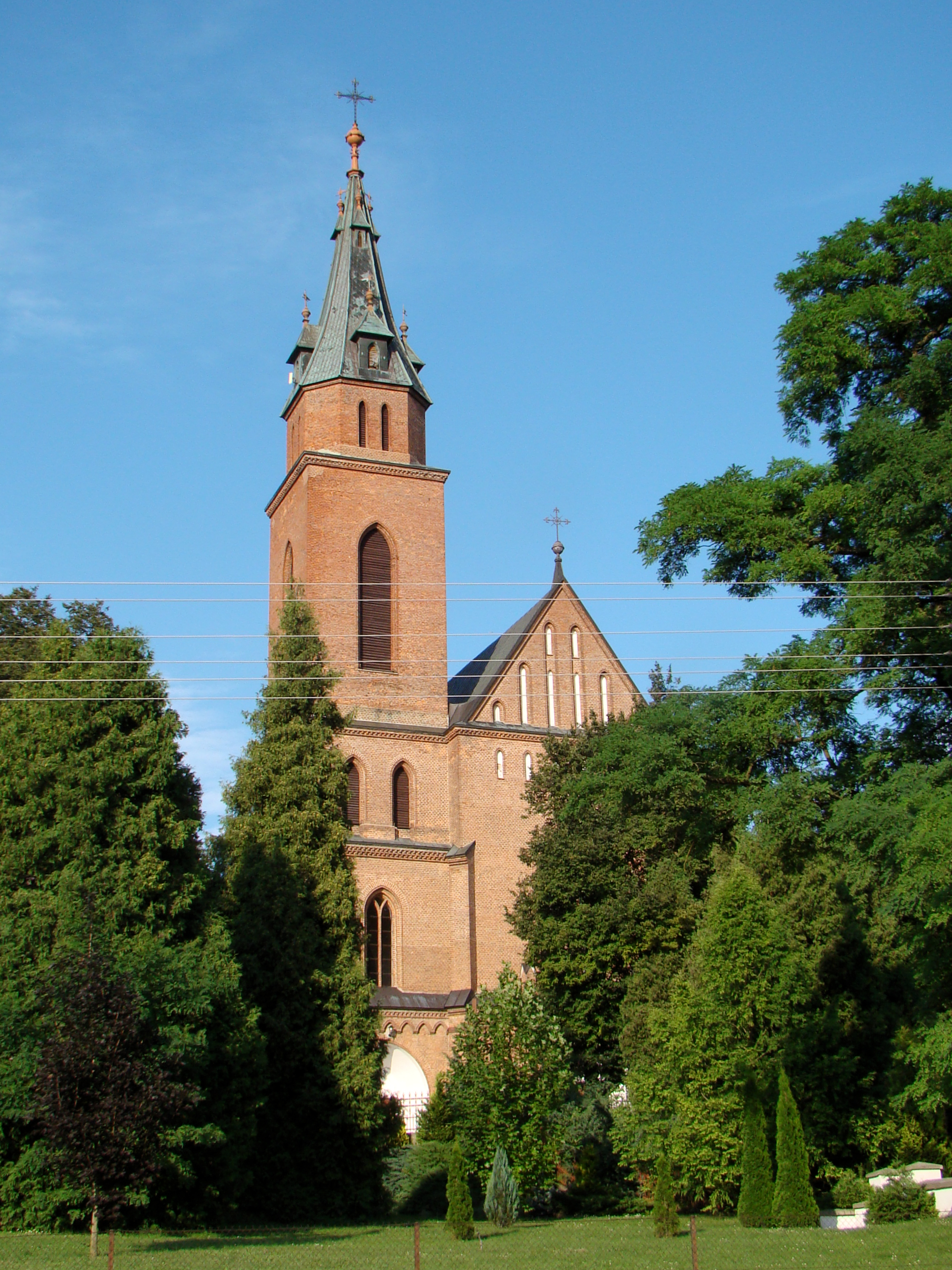
Dreifaltigkeits- und Mariä-Geburts-Kirche
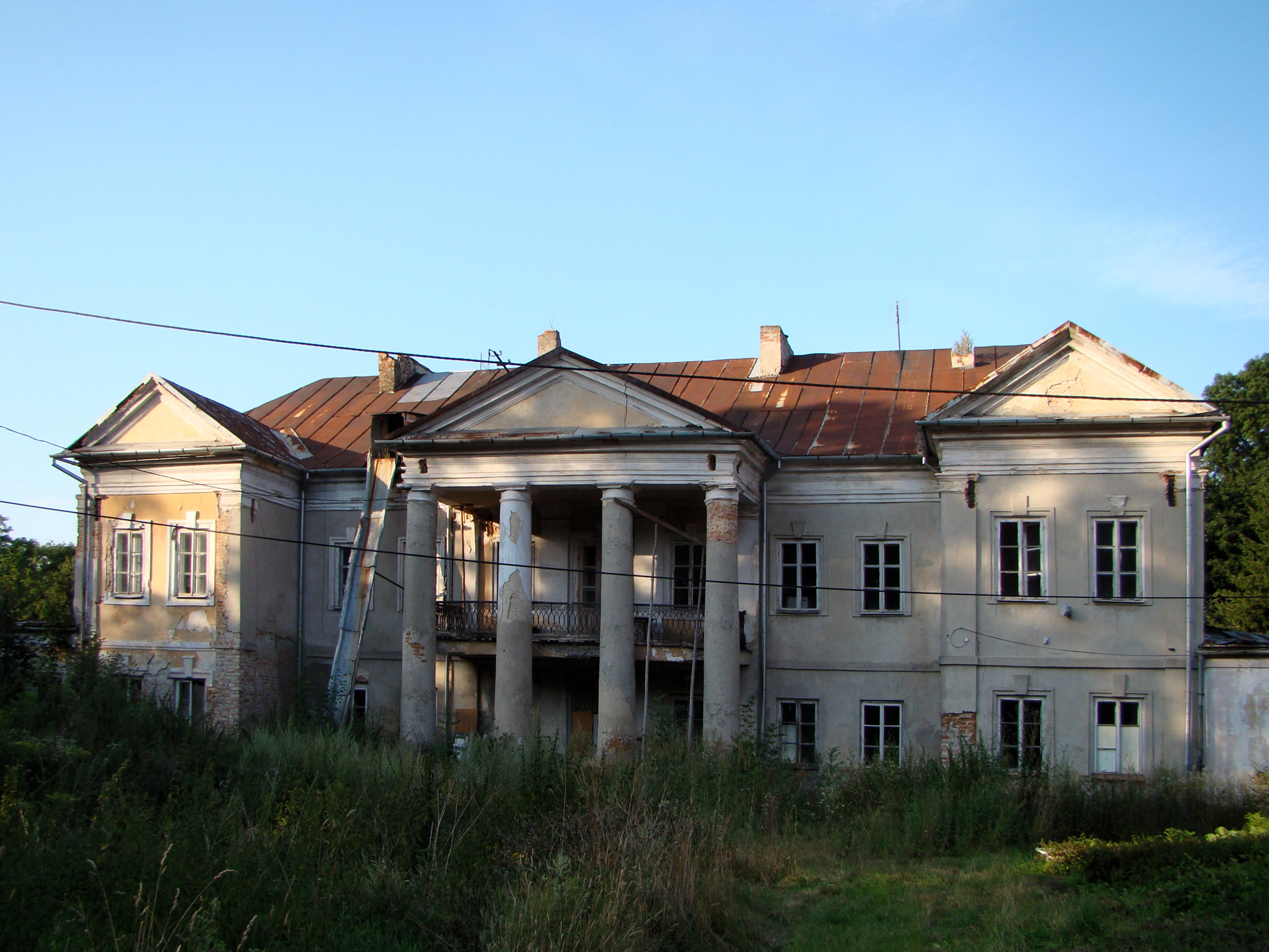
Palais Bielski